# Androsace sempervivoides
Espèce
Androsace sempervivoides est une espèce de plantes à fleurs de la famille des Primulacées originaire d'Asie.